# オーケストラ・リベラ・クラシカ
オーケストラ・リベラ・クラシカ（Orchestra Libera Classica）は、オリジナル楽器でハイドン、モーツァルトなどの古典派音楽を専門に演奏する日本のオーケストラ。チェロ奏者・指揮者である鈴木秀美が音楽監督をつとめ、2002年5月に活動を開始。メンバーは現在三十数名で、日本国内のみならず18世紀オーケストラやレザール・フロリサンなどヨーロッパで活躍する国外のメンバーも数多い。
年に3回行われている東京・浜離宮朝日ホールでの定期公演はライブで収録され、そのCDがTDKコア「アルテ・デラルコ」レーベルから、国内・ヨーロッパで発売されている。2005年から浜離宮朝日ホール・レジデント室内オーケストラ。レパートリーは、ハイドン、モーツァルトを中心に、ベートーヴェンの交響曲も順次取り上げている。2022年に結成20周年をむかえた。